# 保良局馬錦明中學
保良局馬錦明中學（英語：Po Leung Kuk Ma Kam Ming College，簡稱MKM或保馬），為香港粉嶺男女子中學，於1995年創辦，為香港慈善團體保良局屬下第10所政府資助男女文法中學。該校校監為保良局之應屆主席，校長為夏文亮先生。現時教職員共70人（已包括校長及外籍英語教師一名）。

## 校舍
採用1988年版靈活式校舍設計的校舍舊翼於1996年啟用，由中土工程承建，於舊翼校舍未建成之前，曾借用田家炳中學的校舍。
2003年夏天，開始動工興建新翼（馬錦明博士紀念大樓），並於2005年落成。新翼在2006年1月開始遷入，並於2006年3月12日在保良局當年主席主持下正式啟用。
2008年夏天，開始興建綜藝舞台，並於同年落成，於2009年5月在保良局當年主席何志豪先生主持下正式啟用。
原本位於舊翼三樓的教員室改建為教室，而新翼設一個教員室、多用途室，大型電腦室和一個多媒體學習中心。

## 著名校友
- 劉國勳，MH，JP：立法會議員（新界北）、前北區區議會議員
- 張健峰：香港足球代表隊成員。
- 簡采恩（Joyee）：有線娛樂新聞主播
- 謝咏欣（Yoyo Tse）：第60屆金馬獎最佳新演員

## 相關事件

### 學生涉嫌刑事毀壞被拘捕
2019年10月13日，26名青少年包括2名保良局馬錦明中學中四學生於下午在粉嶺中心被警方以涉嫌刑事毀壞拘捕。